# Hinsebergs herrgård
För andra betydelser, se Hinseberg.
Hinsebergs herrgård är en slottsliknande herrgårdsbyggnad belägen omedelbart söder om Frövi och sjön Väringen. Herrgårdsbyggnaden uppfördes 1803 av brukspatronen Jacob Niclas Tersmeden, och ritades av Johan Gustaf Forsgren. I dag utgör byggnaden en del av anstalten Hinseberg.

## Historik
Hinseberg är en egendom i Näsby socken. Den som först omnämns som ägare av det som i dag utgör Hinseberg var riddaren Mats Pedersson, som tillskrevs äganderätt år 1420. Han tillhörde den så kallade Hinsebergssläkten, vilken innehade egendomen under 14-, 15- och 1600-talen. Egendomen tillhörde senare bland andra Magnus Gabriel De la Gardie. Under 1700-talet såldes Hinseberg till familjen Dalman. 1793 köptes egendomen av en medlem i adelsätten Tersmeden, och dess huvudmannagren. Köpare var brukspatronen Jacob Niclas Tersmeden, son till Jacob Tersmeden den yngre. I köpet ingick även Frövi järnbruk, Kägleholm och Medinge, prissumman för de olika egendomarna uppgick till "tre tunnor guld." Köpet finansierades framför allt av makan Hedvig Wegelins nedärvda förmögenhet. 1803 lät Tersmeden uppföra huvudbyggnaden, i italiensk renässansstil, på ett näs vid nordligaste viken av sjön Väringen, efter ritningar av Johan Gustaf Forsgren. Herrgården, om tre våningar, rymmer fler än 50 rum och benämns "slottet" av ortsbefolkningen. 
Herrgården och omkringliggande bebyggelse förblev i ätten Tersmedens ägo fram till 1909. I herrgården huserade brukspatronen Tersmeden och makan Hedvig Wegelin samt deras gemensamma barn. Bland vilka märks Carl Reinhold Tersmeden och generaladjutanten Jacob Johan Tersmeden, och senare av August Tersmeden. Efter att ätten Tersmeden utgått från Hinseberg, köptes egendomen av ingenjör Victor Hybinette. Varpå egendomen köptes av godsägaren Gustaf Lövstedt 1924, och av Valborg Widengren 1928. Från 1940 arrenderades Hinseberg av direktör Robert Nordh som år 1945 köpte Hinseberg. Han blev därigenom den siste privata ägaren.
Hinseberg användes under denna tid som ett privat vårdhem för pojkar som ansågs vara "psykiskt efterblivna." Egendomen såldes år 1956 till kriminalvården men män fortsatte att inhysas på Hinseberg i fyra år. Efter att herrgården fungerat som ett privat vårdhem såldes herrgården 1956 till fångvårdsstyrelsen, och sedan 1960 fungerar egendomen som kvinnofängelse.